# Кете Хамбургер
Кете Хамбургер (на немски: Käte Hamburger) е германска литературна историчка и философка, професор в Щутгартския университет.

## Биография
Родена е на 21 септември 1896 година в Хамбург, Германска империя. През 1922 г. защитава дисертация върху Шилер на тема „Шилеровият анализ на човека като основа на неговата философия на културата и историята. Принос към проблема на индивидуализма, представен на основата на философските му съчинения“, с научен ръководител Клеменс Боймкер в Мюнхенския университет.
Прогонена от нацистите заради еврейските си корени, през 1934 г. тя емигрира в Швеция, за да се завърне от изгнание във Федерална република Германия през 1956 г. Докато работи в Швеция като учителка по немски, журналистка и авторка, продължава и своята литературоведска работа с внушителна цялостна преоценка на творчеството на Лев Толстой.
От 1955 г. работи като доцент, а от 1957 – като извънреден професор в Техническия университет в Щутгарт, където издава още множество изследвания, включително посветени на Томас Ман и Райнер Мария Рилке.
Нейното литературнотеоретично изследване Логиката на поезията (1957, представено под заглавието „Логическата система на поезията“), с което тя се хабилитира в Техническия университет на Щутгарт (днес Щутгартски университет) в областта на общото литературознание, стои в основата на международната ѝ репутация. Заедно с Еберхард Лемерт и Франц Щанцел Кете Хамбургер ускорява преориентирането на немската германистика през 50-те години на ХХ век в посока на една по-рационална и аналитична методология.
Умира на 8 април 1992 година в Щутгарт на 95-годишна възраст.

## Признание
- 1966: Федерален орден за заслуги
- 1980: Почетен доктор в университета на Зиген
- 1984: Медал за заслуги на Баден-Вюртемберг
- 1989: Възпоменателна награда Шилер

Университетското градче Гьотинген отдава почит на Кете Хамбургер, като нарича на нейно име улица (Käte-Hamburger-Weg), а министерството на образованието и научните изследвания на ФРГ създава изследователска програма в областта на хуманитарните науки, озаглавена „Käte Hamburger Kollegs“.

## Избрани произведения
- Thomas Mann und die Romantik: eine problemgeschichtliche Studie (= Neue Forschung. Arbeiten zur Geistesgeschichte der german. und roman. Völker, Band 15), Berlin: Junker und Dünnhaupt, 1932.
- Leo Tolstoi. Gestalt und Problem. Bern, 1950; 2. изд. Göttingen, 1963 (= Kleine Vandenhoeck-Reihe 159/160/161)
- Die Logik der Dichtung. 4. изд., Stuttgart, 1994.
- Wahrheit und ästhetische Wahrheit. Ebd., 1979.
- Heine und das Judentum. Vortrag gehalten in Stuttgart 18. März 1982 bei der Württembergischen Bibliotheksgesellschaft, ebd., 1982.
- Das Mitleid. Ebd., 1985.

## За нея
- Käte Hamburger. Zur Aktualität einer Klassikerin. Johanna Bossinade/Angelika Schaser (Hrsg.). – В: Querelles. Jahrbuch für Frauen- und Geschlechterforschung. Bd. 8. Wallstein, Göttingen 2003.
- Käthe Hamburger. Aufsätze und Gedichte zu ihren Themen und Thesen. Zum 90. Geburtstag. Helmut Kreuzer/Jürgen Kühnel (Hrsg.). Universität-GHS-Siegen, Siegen 1986.
- Claudia Löschner. Denksystem – Logik und Dichtung bei Käte Hamburger. Ripperger & Kremers Verlag, Berlin, 2013.